# Ę̄̂
Ę̄̂ (minuscule : ę̄̂), appelé E macron accent circonflexe ogonek, est une lettre latine utilisée dans l’écriture du kaska.
Il s’agit de la lettre E diacritée d’un macron, d’un accent circonflexe et d’un ogonek.

## Représentations informatiques
Le E macron accent circonflexe ogonek peut être représenté avec les caractères Unicode suivants : 
- composé et normalisé NFC (latin étendu A, diacritiques) :

| formes    | représentations | chaînes de caractères | points de code       | descriptions                                                                       |
| --------- | --------------- | --------------------- | -------------------- | ---------------------------------------------------------------------------------- |
| capitale  | Ę̄̂               | Ę◌̄◌̂                   | U+0118 U+0304 U+0302 | lettre majuscule latine e ogonek diacritique macron diacritique accent circonflexe |
| minuscule | ę̄̂               | ę◌̄◌̂                   | U+0119 U+0304 U+0302 | lettre minuscule latine e ogonek diacritique macron diacritique accent circonflexe |

- décomposé et normalisé NFD (latin de base, diacritiques) :

| formes    | représentations | chaînes de caractères | points de code              | descriptions                                                                                   |
| --------- | --------------- | --------------------- | --------------------------- | ---------------------------------------------------------------------------------------------- |
| capitale  | Ę̄̂               | E◌̨◌̄◌̂                  | U+0045 U+0328 U+0304 U+0302 | lettre majuscule latine e diacritique ogonek diacritique macron diacritique accent circonflexe |
| minuscule | ę̄̂               | e◌̨◌̄◌̂                  | U+0065 U+0328 U+0304 U+0302 | lettre minuscule latine e diacritique ogonek diacritique macron diacritique accent circonflexe |